# Surface web
Het surface web (ook wel het clearnet) is het gedeelte van het world wide web dat voor het grotere publiek toegankelijk is en wordt geïndexeerd door normale zoekmachines. Het is de tegenhanger van het deep web.